# 10. oklepna divizija (ZDA)
10. oklepna divizija (angleško 10th Armored Division) je bila oklepna divizija Kopenske vojske ZDA.